# Hot Coffee

Си-Джей (справа) во время мини-игры

Hot Coffee (с англ. — «Горячий кофе») — скрытая мини-игра в компьютерной игре Grand Theft Auto: San Andreas 2004 года, разработанной компанией Rockstar North. Hot Coffee, изображающая анимированный и интерактивный половой акт между главным героем игры Карлом Джонсоном и его подругой, не была доступна игроку в первоначально выпущенной версии игры. Тем не менее, игроки обнаружили связанный с мини-игрой программный код в версии игры для PlayStation 2; позже с выходом версии игры для Windows энтузиаст Патрик Вилденборг разработал модификацию, снимающую ограничения с мини-игры и делающие её доступной игрокам. Название мода происходит от предложения подруги главному герою зайти к ней домой на «кофе», которое является эвфемизмом для секса.
Файлы для мини-игры были также обнаружены как в PlayStation 2, так и в Xbox версиях игры и игроки нашли способы включить мини-игру с помощью консольных инструментов для взлома видеоигр. К середине июля 2005 года открытие мини-игры вызвало значительную полемику со стороны законодателей и некоторых представителей общественности, что побудило изменить рейтинг игры на «Только для взрослых (AO)» в США. Entertainment Software Rating Board (ESRB) отказалась от классификации игры в Австралии, в результате чего игру сняли с продажи.
Позже была выпущена обновлённая версия San Andreas с полностью удалённой мини-игрой, что позволило игре восстановить свой первоначальный рейтинг. Патч для оригинальной версии игры, Cold Coffee, был разработан для противодействия редактированию сценария и отключения мини-игры, а также прекращения работы игры, если кто-то пытается получить к ней доступ.

## Обзор мини-игры и модаHot Coffee
На протяжении всей игры Карл Джонсон, главный герой игры, может встречаться с шестью девушками, выполняя различные действия, чтобы улучшить свои отношения с конкретной девушкой. Как только Си-Джей становится особенно близок с девушкой или если он собрал все устрицы в игре, его девушка может завершить свидание, пригласив его в свой дом на «кофе», от которого Си-Джей может отказаться или согласиться. Улучшение отношений с девушками через успешные свидания и другие связанные с ними действия в конечном итоге вознаградят Си-Джея новыми предметами, такими как транспортные средства и специальный гардероб, наряду с уже существующими игровыми преимуществами (например, знакомство с медсестрой даёт Си-Джею бесплатные визиты в больницу без потери оружия после смерти).
В немодифицированной версии Grand Theft Auto: San Andreas игроки видят внешний вид дома своей девушки, в то время как слышны приглушенные голоса Си-Джея и его девушки, занимающихся половым актом. Однако мод Hot Coffee заменяет это мини-игрой, которая позволяет игроку фактически войти в спальню девушки и контролировать действия Карла во время секса, с теми же элементами управления, что и танцы.
Rockstar Games, издатель серии Grand Theft Auto, первоначально опровергли утверждения о том, что мини-игра была «скрыта» в видеоигре, заявив, что модификация Hot Coffee (которая, как они утверждают, нарушает лицензию на программное обеспечение) является результатом трудов «хакеров», вносящих «значительные технические изменения и обратную разработку» кода игры. Однако это утверждение было подорвано, когда пользователь, известный как «gothi» с сайта PS2 Save Tools, выпустил инструмент «GTA: SA Censor Remover» для версий PlayStation 2 и Xbox в июне 2005 года, что позволило получить доступ к мини-игре на консолях. Эти новые методы доступа к режиму показали, что спорный контент действительно был встроен в консольные версии.
Сам мод для ПК является лишь отредактированной копией основного файла скрипта игры («main.СКМ») с единственным изменением. Мод также стал возможен в консольных версиях, изменив бит внутри сохраненного пользователем файла игры или используя стороннее моддинговое устройство. Take-Two Interactive заявили, что мод представляет собой нарушение лицензии на программное обеспечение.
Однако анимация орального секса отчетливо видна на заднем плане во время одной из сцен миссии «Cleaning the Hood», даже в переизданной игре. Это объясняет, почему мини-игра не была просто удалена, когда было принято решение вырезать её из игры; её скрипты уже использовались в других сценах.

## Споры
Разоблачение мини-игры вызвало изрядное количество споров вокруг Grand Theft Auto: San Andreas, причём некоторые политики делали резкие высказывания как в сторону разработчиков игры, так и в сторону Entertainment Software Rating Board (ESRB), организацию, которая устанавливает рейтинги контента для видеоигр в Северной Америке. Оно также снова вызвало споры о влиянии видеоигр в целом с новыми возмущениями против нескольких других игр, таких как Killer7, The Sims 2 и Bully.
Джек Томпсон был одним из первых, кто критиковал игру за её скрытый контент, полагая, что насилие в медиа является одной из главных причин насильственных преступлений в Америке. Томпсон уже критиковал Rockstar Games за их предыдущие игры, которые они разработали.
Американский сенатор Хиллари Клинтон предложила ввести новые правила продажи видеоигр. ESRB провели исследование, по результатам которого был изменён рейтинг игры с «Для взрослых» на «Только для взрослых».
В Нью-Йорке коллективный иск был подан Флоренс Коэн, 85-летней бабушкой, которая купила игру для своего 14-летнего внука (согласно старому рейтингу «M», игра обычно считается неподходящей для этого возраста). В иске Коэн утверждалось, что Rockstar Games и Take-Two Interactive, издатель игры, виновны в обмане, ложной рекламе и мошенничестве. Обвинение в обмане основано на изменении рейтинга с M на AO, что означает, согласно судебному иску, что первоначальный рейтинг был обманом.
Протестная группа, известная как Peaceoholics, возглавляемая активистом Рональдом Мотеном, организовала акцию протеста 4 августа 2005 года в штаб-квартире Rockstar. Группа протестовала против San Andreas, а также игры Bully, содержание которой может вдохновить детей на хулиганство. По иронии судьбы, Мотен и Peaceoholics позже, через несколько лет, были обвинены в нецелевом использовании средств гранта.

## Реакция

### Изменение рейтинга
8 июля 2005 года ESRB объявили, что они знают и начинает расследование обстоятельств, связанных с «Hot Coffee». Следствие проверило, «разблокирует ли мод уже существующий код… или на самом деле является чисто сторонней разработкой».
20 июля 2005 года ESRB объявили, что меняют рейтинг GTA: SA с «Для взрослых» (M) на «Только для взрослых» (AO), что делает эту игру первой и единственной игрой серии Grand Theft Auto, получившей рейтинг AO. Rockstar заявили, что они прекратят производство текущей версии игры и выпустят новую версию, которая не будет включать контент, разблокированный модом Hot Coffee. В четвёртом квартале 2005 года Rockstar выпустила эту «чистую» версию с удалёнными сценами «Hot Coffee» (Grand Theft Auto: San Andreas 1.01), что позволило вернуть рейтинг игры к её первоначальному.
29 июля 2005 года, в результате недавно обнаруженных сцен, Австралийская аттестационная коммиссия (OFLC) отменило классификацию игры «MA15+» (самый высокий рейтинг, доступный тогда для компьютерных игр в Австралии) и изменило рейтинг игры на Отказ в квалификации (RC), которая официально запретила продажу оригинальной версии игры в стране. Исправленная версия получила классификацию «MA15+» 12 сентября 2005 года.
10 августа 2005 года Rockstar Games официально выпустила патч для San Andreas. Патч исправил множество проблем с производительностью и ошибками. Однако патч также отключил спорные сцены «Hot Coffee», даже если мод «Hot Coffee» был повторно установлен.
В Европе реакция была слабой. Игра уже была оценена PEGI как «18+» до выпуска мода. Кроме того, рейтинги PEGI применяются законом во многих европейских странах, что делает уголовным преступлением продажу игр 18+ несовершеннолетним. В Великобритании BBFC аналогичным образом присвоила игре рейтинг «18» (С 2012 года BBFC больше не классифицирует видеоигры и вместо этого была принята PEGI).

### Изъятие игры
На следующий день после изменения рейтинга несколько североамериканских сетевых магазинов и ритейлеров IEMA, которые составляли каждый крупный ритейлер в США и примерно 85 % рынка игр в стране, удалили компьютерные и консольные версии игры с полок своих магазинов, повторно приклеили коробку с новым рейтингом или вернули её в Take-Two Interactive. Среди них были такие крупные сети, как GameStop, Sears, Компания Гудзонова залива, Zellers, Hollywood Video, Blockbuster, Wal-Mart, Target, Best Buy и Electronics Boutique. Rockstar дали некоторым ритейлерам ESRB рейтинговые стикеры «Только для взрослых», чтобы они поместили их копии GTA:SA, если они решат продолжать продавать оригинальный продукт.
eBay удалили копии GTA:SA, о которых сообщило сообщество eBay. eBay заявили, что GTA:SA нарушает условия политики продавца eBay и не может быть продана, если она не находится в разделе Всё остальное > Только для взрослых. В этом разделе требуется кредитная карта для подтверждения возраста пользователя eBay.
24 августа 2005 года Rockstar объявила об обязательном отзыве всех игр, всё ещё предоставляющихся широкой публике. Потребителям, которые уже приобрели игру, было разрешено хранить её в определённых местах, но с установленным патчем, хотя игроков нельзя заставить вернуть (или уничтожить) существующие копии.
Версия GTA: SA 2.0, в которой отсутствовал сексуальный мини-игровой контент, была разработана Rockstar для сбоя, если файлы игровых данных были изменены. Это делало необходимым для игроков использовать предыдущую версию, если они хотели установить многопользовательские модификации игры, такие как San Andreas Multiplayer или Multi Theft Auto и другие модификации игры, которые включают новые скрипты или транспортные средства. Некоторые пиратские или незаконно распространяемые версии оригинальной игры также могут быть доступны в Интернете или в нелегальных торговых точках.
Это ограничение позже было преодолено двумя членами неофициального сообщества моддинга Grand Theft Auto, которые открыли метод создания модификаций, которые будут работать с версией 2.0. Пользователям версии 2.0 все ещё может потребоваться использовать предыдущие версии или использовать версию ниже, чтобы установить мод, не созданный с помощью нового метода.

### Федеральные и юридические действия
В декабре 2005 года сенаторы Хиллари Клинтон, Джозеф Либерман и Эван Бай представили закон О защите семейных развлечений, в котором содержался призыв к Федеральному мандату по применению рейтинговой системы ESRB для защиты детей от ненадлежащего контента.
27 января 2006 года Лос-Анджелес подал иск против Take-Two Interactive, издателя игры, обвинив компанию в том, что она не раскрыла сексуальный контент игры.
8 июня 2006 года Rockstar, Take-Two и FTC договорились. Они обязаны «четко и ясно раскрывать на упаковке продукта и в любой рекламе или рекламе электронных игр содержание, относящееся к рейтингу, если только это содержание не было достаточно раскрыто в предыдущих представлениях рейтинговому органу». Если компании нарушают соглашение, они несут ответственность в виде штрафа в размере 11 000 долларов.

### Гражданские коллективные иски
В 2006 году адвокаты подали несколько групповых исков по обвинению Take-Two в мошенничестве с покупателями. В декабре 2007 года было достигнуто урегулирование спора. В 2008 году Тед Фрэнк подал возражение против урегулирования на том основании, что соглашение требовало миллион долларов для оплаты гонораров адвокатов, но общая сумма выплат членам класса была меньше $27 000. Судебное заседание уже было назначено на 25 июня 2008 года. Фрэнк ранее сказал GamePolitics, что судебные иски были безосновательными и вымогательскими.
В рамках соглашения Take-Two выплатит награду в размере 873 000 кипрских долларов Национальной Ассоциации родителей и учителей и ESRB.
По состоянию на 25 июня 2008 года менее 2700 заявителей ответили на мировое соглашение, в связи с чем адвокаты истца выразили разочарование. Фрэнк заявил, что это ещё одно доказательство того, что дело не имеет под собой никаких оснований.
По состоянию на 1 сентября 2009 года Take Two согласилась урегулировать коллективный иск по ценным бумагам, связанный со спорами вокруг игры и задним числом обвинений на сумму чуть более 20 миллионов долларов.

## Влияние
Спор о моде Hot Coffee возник примерно в то же время, когда руководство Take-Two проходило расследование Комиссии по ценным бумагам и биржам США по обвинению в инсайдерской торговле. В 2006 году компания потеряла 163,3 миллиона долларов США в результате всех этих проблем. Группа акционеров Take-Two совместно организовала выкуп контрольного пакета акций компании, свергнув прежнее руководство и назначив новым генеральным директором Штрауса Зельника, который остаётся генеральным директором компании с 2020 года.
Пользователь воссоздал аналогичную модификацию Hot Coffee для Red Dead Redemption 2 в феврале 2020 года; в отличие от версии San Andreas, мод основан на повторном использовании моделей и анимационных ресурсов, но не отражает контент, полностью доступный в игре в распределенном виде. Мод включает в себя главного героя игры, Артура Моргана, занимающегося сексом с проституткой, хотя нагота не показана.